# Шпаковский район
Шпа́ковский райо́н — территориальная единица в Ставропольском крае России. В границах района образован Шпаковский муниципальный округ.
Административный центр — город Михайловск.

## География
Район расположен в центре западной части Ставропольского края и окружает экономический, административный, культурный центр края — город Ставрополь, имеет с ним тесные транспортные, производственные, культурно-бытовые связи. Производственная зона г. Ставрополя практически присоединяет населённые пункты Шпаковского района. Протяжённость границ района около 390 км.
На территории района расположена высшая точка Ставропольской возвышенности — гора Стрижамент (831 м). Гидрографическая сеть включает реки Ташлу, Большой Егорлык, Татарку, Мамайку, Янкуль, а также Сенгилеевское и Егорлыкское водохранилища.
Граничит на северо-западе с Изобильненским районом, на севере — с Труновским районом, на северо-востоке — с Грачёвским районом, на юго-востоке — с Андроповским районом, на юге — с Кочубеевским районом, на западе — с Краснодарским краем.
В районе находится железнодорожная станция Палагиада (расположена у города Михайловска, на линии Передовая — Светлоград). От станции отходит ветка на Ставрополь.

## Название
Район назван в честь героя Гражданской войны Ф. Г. Шпака.

## История
В 1924 году образован Северо-Кавказский край (с 1937 года — Орджоникидзевский) с центром в городе Ростове-на-Дону, а Ставропольская и Терская губернии преобразованы в округа. В составе Ставропольского округа было выделено 10 районов, включая Ставропольский.
В 1935 году город Ставрополь переименован в Ворошиловск, а Ставропольский район — в Ворошиловский. В том же году были образованы Спицевский район с центром в селе Спицевка, Старомарьевский район с центром в селе Старомарьевка и Шпаковский район с центром в селе Кугульта.
21 января 1943 года район освобождён от немецко-фашистских захватчиков.
20 августа 1953 года был упразднён Старомарьевский район. Его территория передана Ворошиловскому району.
14 ноября 1957 года Ворошиловский район переименован в Михайловский.
30 сентября 1958 года Спицевский район переименован в Старомарьевский с перенесением центра в село Кугульта, а Шпаковский район упразднён и его территория передана в состав Старомарьевского и Труновского районов.
25 мая 1959 года Старомарьевский район переименован в Шпаковский с центром в селе Кугульта.
1 февраля 1963 года были образованы вместо существующих 15 сельских районов: Александровский, Апанасенковский, Благодарненский, Воронцово-Александровский, Георгиевский, Изобильненский, Ипатовский, Кочубеевский, Красногвардейский, Курский, Левокумский, Минераловодский, Петровский, Прикумский и Шпаковский.
1 февраля 1963 года упразднён Михайловский район с передачей его территории укрупнённому Шпаковскому сельскому району. В состав последнего также вошла часть территории упразднённого Труновского района. Центр Шпаковского района был перенесён в село Михайловское (5 июня 1963 года переименовано в село Шпаковское).
12 января 1965 года, в соответствии с постановлением Президиума Верховного Совета РСФСР, 17 сельских районов Ставропольского края (включая Шпаковский) были преобразованы в районы. Границы современного Шпаковского района окончательно сформировались в 1971 году.
29 декабря 1998 года Законом Ставропольского края был упразднён Шпаковский сельсовет Шпаковского района в связи с преобразованием центра района села в город районного подчинения — г. Михайловск. Сельские населённые пункты — хутора: Балки, Кожевников, Подгорный, входившие в состав Шпаковского сельсовета, переданы в административное подчинение г. Михайловску без изменения их статуса.
16 марта 2020 года муниципальные образования Шпаковского района были объединены в Шпаковский муниципальный округ.

## Население
| 1926     | 1931     | 1959     | 1970     | 1979     | 1989     | 1990     | 1991     | 1992     | 1993     |
| -------- | -------- | -------- | -------- | -------- | -------- | -------- | -------- | -------- | -------- |
| 54 558   | ↗85 712  | ↘37 317  | ↗87 913  | ↘72 673  | ↗84 536  | ↗84 821  | ↗85 953  | ↗87 184  | ↗90 116  |
| 1994     | 1995     | 1996     | 1997     | 1998     | 1999     | 2000     | 2001     | 2002     | 2003     |
| ↗91 546  | ↗93 979  | ↗95 475  | ↗96 328  | ↗100 739 | ↗102 074 | ↗103 144 | ↗105 144 | ↗108 717 | ↗109 026 |
| 2004     | 2005     | 2006     | 2007     | 2008     | 2009     | 2010     | 2011     | 2012     | 2013     |
| ↗110 625 | ↗111 199 | ↘111 005 | ↗111 292 | ↗111 546 | ↗111 649 | ↗123 071 | ↗123 251 | ↗125 048 | ↗128 153 |
| 2014     | 2015     | 2016     | 2017     | 2018     | 2019     | 2020     | 2021     | 2023     | 2024     |
| ↗132 340 | ↗135 633 | ↗138 634 | ↗141 210 | ↗144 178 | ↗147 202 | ↗148 979 | ↗167 823 | ↘166 092 | ↘165 229 |
| 2025     |          |          |          |          |          |          |          |          |          |
| ↗167 111 |          |          |          |          |          |          |          |          |          |

### Урбанизация
В городских условиях (Михайловск) проживают 68,04 % населения района.
Половой состав
По итогам переписи населения 2010 года проживали 58 220 мужчин (47,31 %) и 64 851 женщина (52,69 %).

### Национальный состав
По итогам переписи населения 2010 года проживали следующие национальности (национальности менее 1 %, см. в сноске к строке «Другие»):
| Национальность | Численность | Процент |
| -------------- | ----------- | ------- |
| Русские        | 105 467     | 85,70   |
| Армяне         | 7994        | 6,50    |
| Цыгане         | 1618        | 1,31    |
| Даргинцы       | 1425        | 1,16    |
| Другие         | 6567        | 5,34    |
| Итого          | 123 071     | 100,00  |

По итогам переписи населения 2020 года проживали следующие национальности (национальности менее 1 % и другое, см. в сноске к строке «Другие»):
| Национальность | Численность, чел. | Доля     |
| -------------- | ----------------- | -------- |
| Русские        | 146 341           | 87,20 %  |
| Армяне         | 8158              | 4,86 %   |
| Другие         | 13 324            | 7,94 %   |
| Итого          | 167 823           | 100,00 % |

## Муниципально-территориальное устройство до 2020 года
С 2004 до марта 2020 года в Шпаковский муниципальный район входило одно городское и 11 сельских поселений:
| №        | Муниципальное образование | Административный центр | Количество населённых пунктов | Население (чел.) | Площадь (км²) |
| -------- | ------------------------- | ---------------------- | ----------------------------- | ---------------- | ------------- |
| 1e-06    | Городское поселение       |                        |                               |                  |               |
| 1        | город Михайловск          | город Михайловск       | 4                             | →96 264          | 256,00        |
| 1.000002 | Сельские поселения        |                        |                               |                  |               |
| 2        | станица Новомарьевская    | станица Новомарьевская | 1                             | ↘2659            | 206,10        |
| 3        | Верхнерусский сельсовет   | село Верхнерусское     | 3                             | ↗6756            | 112,56        |
| 4        | Дёминский сельсовет       | хутор Дёмино           | 3                             | ↗3812            | 99,68         |
| 5        | Дубовский сельсовет       | село Дубовка           | 3                             | ↘2244            | 167,02        |
| 6        | Казинский сельсовет       | село Казинка           | 3                             | ↘2402            | 95,26         |
| 7        | Надеждинский сельсовет    | село Надежда           | 3                             | ↘11 801          | 197,55        |
| 8        | Пелагиадский сельсовет    | село Пелагиада         | 2                             | ↘6862            | 121,73        |
| 9        | Сенгилеевский сельсовет   | село Сенгилеевское     | 2                             | ↘3056            | 209,39        |
| 10       | Татарский сельсовет       | село Татарка           | 9                             | ↗8428            | 299,00        |
| 11       | Темнолесский сельсовет    | станица Темнолесская   | 4                             | ↘2726            | 284,49        |
| 12       | Цимлянский сельсовет      | посёлок Цимлянский     | 5                             | ↘1969            | 283,43        |

## Населённые пункты
Распределение населения района:
 Михайловск  (68,04 %) Надежда  (7,18 %) Пелагиада (4,25 %) Татарка  (3,90 %) Верхнерусское (3,40 %) Остальные (13,23 %)
В состав территории района и соответствующего муниципального округа входят 42 населённых пункта.
| №  | Населённый пункт  | Тип     | Население | Муниципальное образование |
| -- | ----------------- | ------- | --------- | ------------------------- |
| 1  | Балки             | хутор   | ↘20       | город Михайловск          |
| 2  | Богатый           | хутор   | ↗12       | Казинский сельсовет       |
| 3  | Верхнедубовский   | посёлок | ↘400      | Дубовский сельсовет       |
| 4  | Верхнеегорлыкский | хутор   | ↗600      | Татарский сельсовет       |
| 5  | Верхнерусское     | село    | ↗5683     | Верхнерусский сельсовет   |
| 6  | Весёлый           | хутор   | ↘19       | Темнолесский сельсовет    |
| 7  | Вязники           | хутор   | ↗500      | Верхнерусский сельсовет   |
| 8  | Гремучий          | хутор   | →200      | Дёминский сельсовет       |
| 9  | Грушёвый Нижний   | хутор   | ↘14       | Татарский сельсовет       |
| 10 | Дёмино            | хутор   | ↗2934     | Дёминский сельсовет       |
| 11 | Дубовка           | село    | ↘1563     | Дубовский сельсовет       |
| 12 | Дубовый           | хутор   | ↘8        | Пелагиадский сельсовет    |
| 13 | Жилейка           | хутор   | ↘200      | Надеждинский сельсовет    |
| 14 | Извещательный     | хутор   | ↘49       | Татарский сельсовет       |
| 15 | Казинка           | село    | ↘2089     | Казинский сельсовет       |
| 16 | Калиновка         | село    | ↗200      | Дубовский сельсовет       |
| 17 | Калюжный          | хутор   | ↘24       | Темнолесский сельсовет    |
| 18 | Кожевников        | хутор   | ↘300      | город Михайловск          |
| 19 | Липовчанский      | хутор   | ↘100      | Темнолесский сельсовет    |
| 20 | Михайловск        | город   | ↗113 701  | город Михайловск          |
| 21 | Надежда           | село    | ↗12 006   | Надеждинский сельсовет    |
| 22 | Нижнерусский      | хутор   | ↗700      | Верхнерусский сельсовет   |
| 23 | Новокавказский    | хутор   | ↗42       | Татарский сельсовет       |
| 24 | Новомарьевская    | станица | ↘2653     | станица Новомарьевская    |
| 25 | Новый Бешпагир    | посёлок | ↗300      | Цимлянский сельсовет      |
| 26 | Пелагиада         | село    | ↗7110     | Пелагиадский сельсовет    |
| 27 | Петропавловка     | село    | ↗300      | Казинский сельсовет       |
| 28 | Подгорный         | хутор   | ↗200      | город Михайловск          |
| 29 | Польский          | хутор   | →300      | Татарский сельсовет       |
| 30 | Приозёрный        | посёлок | ↘400      | Сенгилеевский сельсовет   |
| 31 | Рынок             | хутор   | →76       | Татарский сельсовет       |
| 32 | Садовый           | хутор   | ↘500      | Татарский сельсовет       |
| 33 | Северный          | посёлок | ↘100      | Цимлянский сельсовет      |
| 34 | Сенгилеевское     | село    | ↘2458     | Сенгилеевский сельсовет   |
| 35 | Степной           | посёлок | ↗6        | Цимлянский сельсовет      |
| 36 | Татарка           | село    | ↗6514     | Татарский сельсовет       |
| 37 | Ташла             | хутор   | ↗400      | Надеждинский сельсовет    |
| 38 | Темнолесская      | станица | ↘2572     | Темнолесский сельсовет    |
| 39 | Темнореченский    | хутор   | ↘200      | Татарский сельсовет       |
| 40 | Холодногорский    | хутор   | ↘700      | Дёминский сельсовет       |
| 41 | Цимлянский        | посёлок | ↘1401     | Цимлянский сельсовет      |
| 42 | Ясный             | посёлок | ↘100      | Цимлянский сельсовет      |

## Местное самоуправление
Глава района
- c 31 октября 2012 года — Куликов Александр Николаевич[53]
- c 1 октября 2018 года по 9 июля 2020 — Гультяев Сергей Викторович[54][55]
- с 10 июля 2020 года — Серов Игорь Владимирович [56]

Главы администрации района
- до марта 2012 года — Мизин Александр Иванович. Отстранён от должности[57]
- с августа 2012 года по июнь 2013 года — Шишкарёв Александр Семёнович
- с июня 2013 года по январь 2014 года — Губанов Виктор Петрович. Взят под стражу[58]
- с февраля 2014 года — Ростегаев Владимир Владимирович[59]

## Экономика
Шпаковский муниципальный район — промышленно-аграрный. В сфере экономики представлен такими крупными предприятиями как: ОАО Концерн «Цитрон» (1968), который после перепрофилирования в 1993 году выпускает запасные части для автомобилей, комбайнов, тракторов; ЗАО завод «СМиК» (1962), основным направлением деятельности которого является производство белого силикатного кирпича.
В АПК района работают 10 организаций агротехсервиса, из них два крупных снабженческих предприятия — это ООО НТЦ и ЗАО КПК «Ставропольстройопторг», а также ремонтные заводы ООО «Агропромтехника», ЗАО МРТП «Вязниковское», которые занимаются ремонтом узлов и агрегатов. Сельскохозяйственное производство района представляют 26 сельхозпредприятий различных форм собственности, около 150 КФХ, 34 тыс. личных подсобных хозяйств. Среднегодовой сбор зерновых и зернобобовых культур составляют свыше 120 тыс. тонн, подсолнечника — 10 тыс. тонн. На территории района находятся два научно-исследовательских института (СНИИСХ) и СКНИИЖК, а также ФГБУ агрохимцентр «Ставропольский». На территории района функционирует крупнейшее предприятие на Юге России по производству мяса птицы ЗАО «Ставропольский бройлер».

## Люди, связанные с районом
Почётные граждане округа
На 8 сентября 2023 года:
- Ашкалов Тельман Кириакович — врач
- Белевцев Георгий Николаевич — колхозник
- Белый Юрий Васильевич — председатель Думы Ставропольского края
- Вокуев Виталий Фотеевич — педагог
- Дорохов Николай Михайлович — предприниматель, генеральный директор ООО «СтройРесурс»
- Дунаев Валерий Николаевич — офицер
- Захарченко Сергей Анатольевич — председатель совета директоров Строительной группы «Третий Рим»
- Куксов Василий Петрович — первый секретарь Шпаковского райкома КПСС
- Кулешин Василий Николаевич
- Кулинцев Валерий Владимирович — директор Северо-Кавказского федерального научного аграрного центра
- Мамцева Галина Николаевна — учитель
- Марченко Петр Петрович — протоиерей
- Расинская Лариса Дмитриевна — бывший директор детского сада № 4
- Сапрун Вера Арменаковна — директор детского сада № 17
- Сидоров Федор Тимофеевич — председатель Ставропольской краевой организации Всероссийского общества инвалидов
- Талалакин Юрий Иванович
- Тарабыкина Людмила Васильевна — председатель Шпаковской районной общественной организации ветеранов (пенсионеров) войны, труда, Вооруженных сил и правоохранительных органов
- Трухачев Владимир Иванович — ректор Российского государственного аграрного университета — МСХА имени К. А. Тимирязева
- Чуева Людмила Васильевна — начальник Управления Пенсионного фонда Российской Федерации по Шпаковскому району
- Чурсинов Владимир Георгиевич
- Чурсинов Сергей Константинович